# Madeleine Williams
Madeleine Williams (* 28. März 1983 in Rocky Mountain House) ist eine ehemalige kanadische Skilangläuferin.

## Werdegang
Williams nahm von 2000 bis 2010 an Wettbewerben der Fédération Internationale de Ski teil. Ab 2004 trat sie vorwiegend beim Nor Am Cup an. Dabei holte sie sieben Siege und gewann in der Saison 2008/09 die Gesamtwertung. Ihr erstes von insgesamt 15 Weltcuprennen lief sie im Dezember 2005 in Vernon, welches sie mit dem 43. Platz im Skiathlon beendete. Ihre ersten und einzigen Weltcuppunkte holte sie im Januar 2009 in Whistler mit dem 22. Platz im 15-km-Skiathlonrennen. Bei den Olympischen Winterspielen 2010 in Vancouver erreichte sie den 50. Platz über 10 km Freistil, den 45. Rang im 30-km-Massenstartrennen, den 40. Platz im Skiathlon und den 15. Rang mit der Staffel.